# William Galloway Company
William Galloway Company war ein US-amerikanischer Hersteller von landwirtschaftlichen Geräten, Motoren und Automobilen.

## Unternehmensgeschichte
William Galloway gründete 1905 oder 1906 das Unternehmen in Waterloo in Iowa. Zunächst stellte er Geräte für die Landwirtschaft her. Motoren kamen dazu. 1908 begann die Produktion von Automobilen. Der Markenname lautete Galloway. Ab 1910 bestand eine Zusammenarbeit mit der Mason Motor Company. 1911 endete die Produktion von Kraftfahrzeugen mit dem eigenen Markennamen.
Danach bestand eine Verbindung zu Dart. Von 1916 bis 1917 fertigte das Unternehmen Fahrzeuge der Marke Arabian.
1920 folgte der Bankrott.
Galloway gründete daraufhin The Galloway Company in der gleichen Stadt, die bis 1927 bestand.

## Kraftfahrzeuge

### Personenkraftwagen

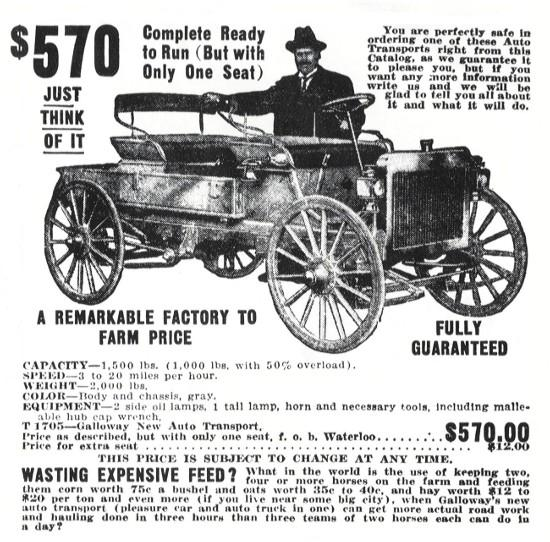
Anzeige für den Galloway T 1705

Das Modell T 1705 aus der Zeit von 1908 bis 1910 war ein Highwheeler. Die vorderen Reifen waren 32 Zoll groß und die hinteren 36 Zoll. Er hatte einen Zweizylinder-Viertaktmotor. In einer Anzeige sind 107,95 mm Bohrung und 127 mm Hub angegeben. Das ergibt 2325 cm³ Hubraum. Der Motor war mit 14 bzw. 14,4 PS eingestuft, leistete nach Herstellerangaben aber 18 bis 22 PS. Er trieb über ein Zweiganggetriebe und eine Kette die Hinterachse an. Das Fahrgestell hatte 216 cm Radstand und 142 cm Spurweite. Typisch für Highwheeler waren die Vollgummireifen. Der offene Aufbau bot wahlweise Platz für vier Personen oder für zwei Personen und Ladung. Der Neupreis betrug 570 US-Dollar.
1911 folgte ein niedrigeres Modell, das auf einem Fahrzeug von Mason basierte. Der Zweizylindermotor hatte 128,524 mm Bohrung, 127 mm Hub und 3295 cm³ Hubraum. Der Motor leistete 20 PS. Der Radstand betrug 254 cm. Das Leergewicht war mit knapp 800 kg angegeben. Genannt sind Model A, Model B und Model C. Es waren offene Tourenwagen mit Platz für fünf Personen.
Eine Quelle nennt außerdem ein Modell mit einem Vierzylindermotor und einem Aufbau als Tourenwagen, das auf einem Modell von Maytag basierte.

### Traktoren
Zwei verschiedene Typen standen zur Wahl. Eines war das Farmobile Model 12-20. Der Vierzylindermotor hatte rund 5,2 Liter Hubraum. Der Radstand betrug 236 cm, die Länge 457 cm, die Breite 243 cm und die Höhe 182 cm. Ein erhalten gebliebenes Fahrzeug wurde 2017 für 73.500 Dollar versteigert.